# Wataru Fukuda
Wataru Fukuda (福田亘 Fukuda Wataru?) (nacido el 7 de abril de 1964) es un actor de traje japonés.

## Filmografía parcial
- Godzilla vs. King Ghidorah (1991) como Godzillasaurus
- Godzilla vs. Mechagodzilla II (1993) como Mechagodzilla / Super Mechagodzilla
- Yamato Takeru (1994) como Utuno Ikusa Gami
- Godzilla vs. SpaceGodzilla (1994) como MOGUERA
- Chouseishin Gransazer (2003/2004) como Sazer-Remls
- Genseishin Justirisers (2004/2005) como Riser Gant
- Chousei Kantai Sazer-X (2005/2006) como Captain Shark